# Night of the Creeps 2 – Zombie Town
Night of the Creeps 2 – Zombie Town (Original: Zombie Town) ist ein US-amerikanischer Low-Budget-Horrorfilm von Regisseur Damon LeMay, der auch das Drehbuch schrieb. Die Direct-to-Video-Produktion wurde am 20. November 2007 in den Vereinigten Staaten veröffentlicht, der deutsche DVD-Erscheinungstermin war der 13. März 2008.
Entgegen dem irreführenden Titel handelt es sich hierbei nicht um die offizielle Fortsetzung des 1986 unter der Regie von Fred Dekker entstandenem Die Nacht der Creeps (Night of the Creeps), sondern um einen eigenständigen Film, der allerdings Motive der Vorlage aufgreift.

## Handlung
Der eher unvermögende Automechaniker Jake LaFond betreibt mit seinem Bruder Denton eine schlecht gehende Autowerkstatt in der kleinen, ländlichen Gemeinde Otis im US-Bundesstaat Vermont. Eines Tages werden die ungleichen Brüder vom örtlichen Sheriff beauftragt, einen scheinbar verlassenen Pick-up auf einer abseits gelegenen und unbefestigten Straße abzuschleppen. Als die beiden am besagten Ort eintreffen, finden sie das technisch einwandfreie Auto eines befreundeten Fahrzeughalters, den sie in einer naheliegenden Jagdhütte vermuten. Kurzerhand beschließen sie, ihren Freund aufzusuchen.
Die Gegend war zuvor Schauplatz eines Befalls nacktschneckenartiger, schwarzer Parasiten, die mehrere Menschen töteten, sich mit einer rasanten Geschwindigkeit im Organismus des infizierten Wirtes reproduzierten und ihre Opfer letztlich in willenlose und blutrünstige Untote verwandelten. Diese vom virusartigen Schmarotzer ausgehende Vermehrung führt nach und nach zum epidemieartigen Auftreten von kannibalistischen Zombies, die den Erreger in sich tragend fortan Menschen „jagen“, um sie ihrerseits zu beißen.
Jake und Denton ahnen nichts von diesen Umtrieben, als sie sich der Hütte nähern. Wenige Augenblicke später werden sie urplötzlich von einem menschenfleischgierigen Ungetüm angegriffen, das Denton nach einem undurchsichtigen Handgemenge in die Schulter beißt und so infiziert. Sein panischer Bruder tötet den Angreifer, eilt in das durch einen Unfall abgeschottete Dörfchen zurück, um Hilfe für den Verletzten herbeizuholen. Derweil häufen sich in der von der Außenwelt isolierten Gemeinde ungewöhnliche Ereignisse und Sichtungen. Jake gelingt es, seine rothaarige Ex-Freundin Alex, eine Biologin, sowie Sheriff Brubaker zu mobilisieren und den aggressiven, mit Blut überströmten Denton zu bergen – mit fatalen Folgen für die Bewohner des Örtchens. Der todgeweihte Denton verstirbt wenig später in der Arrestzelle des Gefängnisses und überträgt die parasitären Wesen auf andere Menschen, die wiederum zu Zombies mutieren. Die Seuche breitet sich so rapide aus.
Der traumatisierte Jake flieht mit Alex sowie Randy von der Straßenreinigung in das Labor der örtlichen Hochschule, wo die Biologin einen gefangenen schleimigen Parasiten untersucht, als Randy eher zufällig ein Gegenmittel entdeckt. Die todbringenden Monster sind äußerst anfällig für Salz! Nach dieser Entdeckung versuchen die drei jungen Leute, die in einer romantischen Dreiecksgeschichte verstrickt sind, die Einwohner des Örtchens vor der invasiven Plage zu warnen. Allerdings kommen sie zu spät, die meisten Mitmenschen sind bereits infiziert.
Das Trio will sich aber dennoch nicht kampflos ihrem unausweichlichen Schicksal fügen und versucht mit weiteren Überlebenden die Ausbreitung des sonderbaren Erregers zu verhindern. Die zusammengewürfelte Gemeinschaft plant die vollständige und möglichst zeitnahe Vernichtung aller Untoten mit einer salzhaltigen Lösung. Hierzu werden die Invasoren zunächst in eine angrenzende Papiermühle gelockt. Randy wird allerdings zwischenzeitlich gebissen. Dennoch gelingt es dem verbliebenen Paar, lediglich Alex und Jake überleben, am Ende des Films die Zombies mit salzhaltigen Abwässern zu benetzen, so dass diese augenscheinlich eliminiert werden. In dem offenen Ende wähnen sich die Verliebten bereits in Sicherheit, schmieden Pläne für eine gemeinsame Zukunft in North Carolina, als sich von dem Pärchen unbemerkt einige totgeglaubte Kreaturen in guter körperlicher Verfassung zeigen.

## Kritiken
Blickpunkt:Film schrieb der Film sei ein „Low-Budget-Splattermovie mit Ekelfaktor A.“ Die Filmzeitschrift VideoWoche empfiehlt den Streifen lediglich ambitionierten „Genre-Vielsehern“, aufgrund des „eher mittelprächtigen Handwerks“ mit „viel Blut und wenig Gehalt“.